# Байсубино
Байсу́бино (чув. Пайсупин) — деревня в Красноармейском муниципальном округе Чувашской Республики.

## География
Находится в северной части Чувашии, на расстоянии приблизительно 8 км на юг по прямой от районного центра села Красноармейское.

## История
Известна с 1781 года, когда в ней было учтено 28 мужчин. В 1795 году было учтено 10 дворов, 71 житель, в 1859 — 13 дворов, 52 жителя, в 1906 — 22 двора, 120 жителей, в 1926—147 жителей, в 1939—258 жителей, в 1979—121 двор, 418 жителей. В 2002 году было 92 двора, в 2010 — 79 домохозяйств. В 1930 году был образован колхоз «Молотов», в 2010 году действовал СХПК «Янмурзино». До 2021 года входила в состав Убеевского сельского поселения до его упразднения.

## Население
Постоянное население составляло 209 человек (чуваши 100 %) в 2002 году, 211 в 2010.